# The Law
A The Law egy brit rock együttes volt, amelyet 1991-ben alapított a volt The Who és a Faces zenekar dobosa, Kenney Jones és a Free és Bad Company énekese, Paul Rodgers. Azzal az ötlettel alapították meg az együttest, hogy Rogers bármilyen zenészt vendégül hívhat a zenekarba, stílustól függetlenül. Később a csapat kiegészült két stúdiózenésszel, John Staehely gitárossal és Pino Palladino basszusgitárossal, néhány olyan vendéggitárossal társulva, mint David Gilmour, Bryan Adams és Chris Rea. A The Law az egyik National Bowl-béli fellépésével a ZZ Top-ot és Bryan Adams-t támogatta, ahol John Young csatlakozott billentyűn.
Csupán egyetlenegy albumot jelentetett meg a zenekar, amely a Billboard 200 toplistán a 126., az angliai Top 100-on pedig a 61 lett. A lemezről az ötödik, Paul által írt daluk, a Laying Down The Law a Billboard AOR Toplistájának első helyére került. A második számot, a Miss You In A Heartbeat-et eredetileg a Def Leppard gitárosa, Phil Collen írta, amelyet ki is adott az együttes a Retro Active lemezükön és külön kislemezen is. A The Law második albuma, a The Law II bootleg-ként jelent meg, amely néhány kimaradt számot is tartalmaz az első lemezről.

## Diszkográfia
Albumok
- 1991 - The Law
- ? - The Law II

Kislemezek
- 1991 - Laying Down The Law

## Külső hivatkozások
- The Law - All Music (angolul)
- Paul Rodgers hivatalos oldala (angolul)
- David Gilmour hivatalos oldala (angolul)